# Guerra di successione

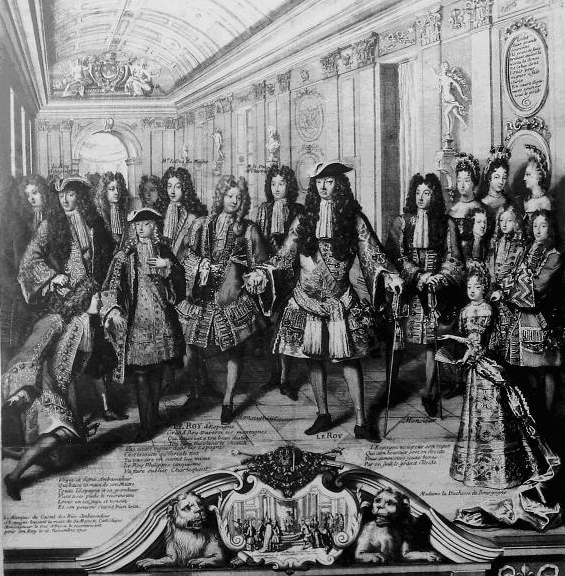
Dopo la morte di Carlo II di Spagna, Luigi XIV di Francia proclama suo nipote Filippo d'Angiò nuovo sovrano spagnolo (novembre 1700), dando inizio alla Guerra di successione spagnola (1701-1714).

Una guerra di successione è una guerra causata da una crisi di successione nella quale due o più individui hanno contemporaneamente diritto a succedere ad un monarca morto o deposto. I rivali sono tipicamente supportati da fazioni anche all'interno della stessa corte reale. Potenze straniere possono intervenire, alleandosi con una fazione, fatto che spesso rende ancora più complessa la guerra.

## Analisi

### Terminologia
In storiografia e letteratura, una guerra di successione può riferirsi anche ad una "disputa di successione", ad una "lotta dinastica", un "conflitto intestino", una "guerra fratricida" o una combinazione di uno o più di questi termini. Non tutti questi necessariamente descrivono un conflitto armato, ad ogni modo, la disputa può essere risolta anche con la guerra. Le guerre di successione sono spesso indicate come "guerre civili", dal momento che spesso esse possono coinvolgere divisioni interne a determinati paesi.

### Elementi

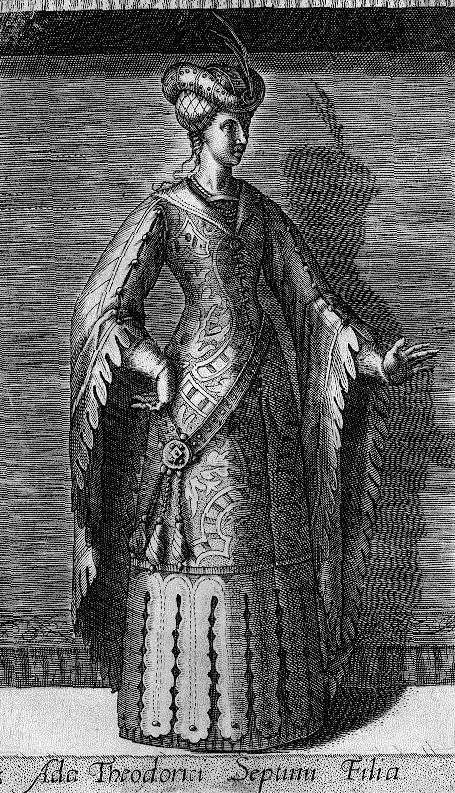
Per ereditare la contea d'Olanda, Ada sposò frettolosamente Luigi prima che suo padre fosse sepolto, dando così inizio alla Guerra di Loon.

Una guerra di successione è una guerra civile che comporta la lotta per un trono, quindi in un contesto monarchico. Essa può cambiare la geografia o le casate regnanti o può riportare alla situazione precedente alla guerra stessa. Una guerra di successione può portare anche al riconoscimento internazionale del passaggio di una determinata dinastia ad un determinato trono (al di la di qualsiasi discussione o valore legale), o quando un monarca è dichiarato incapace di governare o insano di mente e quindi deposto. Dopo la morte o la deposizione del monarca in carica, spesso diversi pretendenti si presentano a reclamarne la corona, perché imparentati o perché possiedono dei diritti ereditari o hanno concluso un trattato con tali effetti. La maggior parte delle volte i vari pretendenti cercano alleanze con la nobiltà o qualcuno che li possa supportare nella loro lotta per il trono. Dopo che vengono provate tutte le opzioni diplomatiche o per eliminazione (ad esempio per assassinio o arresto) segue il conflitto militare.
Alcune guerre di successione sono scoppiate nei secoli per delle eredità femminili, tradizione comunque non presente in egual modo in tutti i paesi. Spesso un governante che non ha figli, ma ha una o più figlie, prova a mutare le leggi di successione di modo che una figlia possa succedergli. Alcuni di questi provvedimenti sono stati dichiarati non validi dagli oppositori, invocando la tradizione locale.
In molti casi le guerre di successione interessarono anche dei principati vescovili. 
Anche se questi erano a tutti gli effetti monarchie elettive senza successione ereditaria, l'elezione di un principe-vescovo poteva essere fortemente influenzata da interessi dinastici delle famiglie coinvolte, ciascuna proponente il proprio candidato.
In caso di disaccordo sui risultati dell'elezione, era quindi possibile il verificarsi di una guerra per risolvere il conflitto sorto tra i vari pretendenti.
Talvolta può essere difficile determinare se una guerra sia puramente o primariamente una guerra di successione, o se vi siano altri interessi in gioco che sfruttino il conflitto interno per esprimersi. 
Molte guerre non sono chiamate "di successione" perché la successione ereditaria non ne è una parte significativa, pur essendo presente. Similarmente, alcune guerre possono essere indicate solo come "guerra di successione" mentre la successione sia la causa primaria.

### Polemologia
Le origini di una guerra di successione risiedono nel sistema di governo feudale o assolutista, nel quale le decisioni circa guerra o pace potevano essere prese da un singolo sovrano senza il consenso del popolo. Le politiche dei rispettivi regnanti erano condotte principalmente tenendo presente gli interessi dinastici propri. Lo storico tedesco Johannes Kunisch (1937-2015) disse a tal proposito: "Le potenze trainanti erano le leggi dinastiche ed il prestigio del potere, l'espansione del potere, ed il desiderio di automantenersi." Inoltre, la coerenza legale e politica delle varie province di un "territorio statale" spesso consisteva meramente in un governante comune. I primi sistemi di governo erano basati sulle dinastie, l'estinzione delle quali portava inevitabilmente ad una crisi di stato. La composizione delle istituzioni di governo delle varie province e territori inoltre rendeva più semplice le divisioni in caso di conflitto, perché ognuna poteva essere reclamata come parte singola da un monarca straniero per i motivi più svariati.
Per intraprendere una guerra era necessaria una giustificazione (Jus ad bellum). Questi argomenti potevano essere posti in essere anche dopo la dichiarazione di guerra, ad indicare che essi erano meramente una scusa per prendere le armi. Come ha evidenziato l'avvocato olandese Huig de Groot (1583-1645), questo rendeva chiaro come all'epoca non vi fosse altra via per risolvere tali problematiche. Le pretese a titoli legali di una sfera dinastica erano una buona ragione per una guerra, dal momento che le relazioni internazionali erano basate essenzialmente su politiche di eredità e matrimoni per tutto il periodo dell'Ancien Régime, cause che spesso intervenivano direttamente nelle guerre di successione. Trattati che portavano collegamenti ereditari, pegni e trasferimenti, rendevano le relazioni ancora più complicate e potevano essere utilizzate anche dai vari pretendenti per far valere le loro ragioni. Altro punto fondamentale era la perenne conflittualità tra case regnanti. Al primo posto veniva l'urgenza dei principi contemporanei di ottenere la "gloria" per loro stessi.
Dopo numerosi conflitti famigliari, il principio della primogenitura originatosi nell'Europa occidentale nell'XI secolo, si diffuse nel resto dell'Europa (ad eccezione della Russia) tra XII e XIII secolo; non si esportò mai al di fuori dell'Europa. Ad ogni modo, questo non prevenne lo scoppio di guerre di successione. Un vero e proprio susseguirsi di guerre di successione scoppiò in Europa tra la Guerra dei trent'anni (1618-1648) e le Guerre delle coalizioni (1792-1815). Secondo lo storico tedesco Heinz Duchhardt (1943) lo scoppio delle guerre di successione nel periodo della prima età moderna venne stimolato da una parte dall'incertezza sui regolamenti delle successioni ereditarie di fronte all'emergente diritto internazionale. Sull'altro fronte vi era anche una mancanza di ragioni effettive per riconoscerle.
Secondo lo statista inglese Henry Brougham (Lord cancelliere 1830-34), vi furono molteplici e lunghe guerre di successione in Europa tra il 1066 e la Rivoluzione francese (1789-99) di tutte le altre guerre messe insieme. "Una guerra di successione è la più lunga delle guerre. I principi ereditari hanno vita perenne - [mentre] una guerra di elezione è sempre breve, e non si ravvia mai," scriveva, proponendo la monarchia elettiva per la risoluzione del problema.
Nell'Impero moghul non vi era ad esempio la tradizione della primogenitura. Al contrario era costume che i figli detronizzassero il loro padre e che guerreggiassero tra loro per accaparrarsi il trono.

## Elenco delle guerre di successione
Nota: le guerre di successione sono menzionate sotto il principale continente dove era collocata la capitale dello stato di origine della guerra. I nomi delle guerre sono quelli maggiormente diffusi dagli storici o dalla tradizione locale; le altre, la cui esistenza è stata provata ma non hanno nomi specifici, sono comunque indicate con la specifica di "incerta". I conflitti principali sono indicati al primo punto, mentre i conflitti direttamente collegati o derivati sono indicati con un secondo punto come rientrati nella disposizione grafica.

### Africa

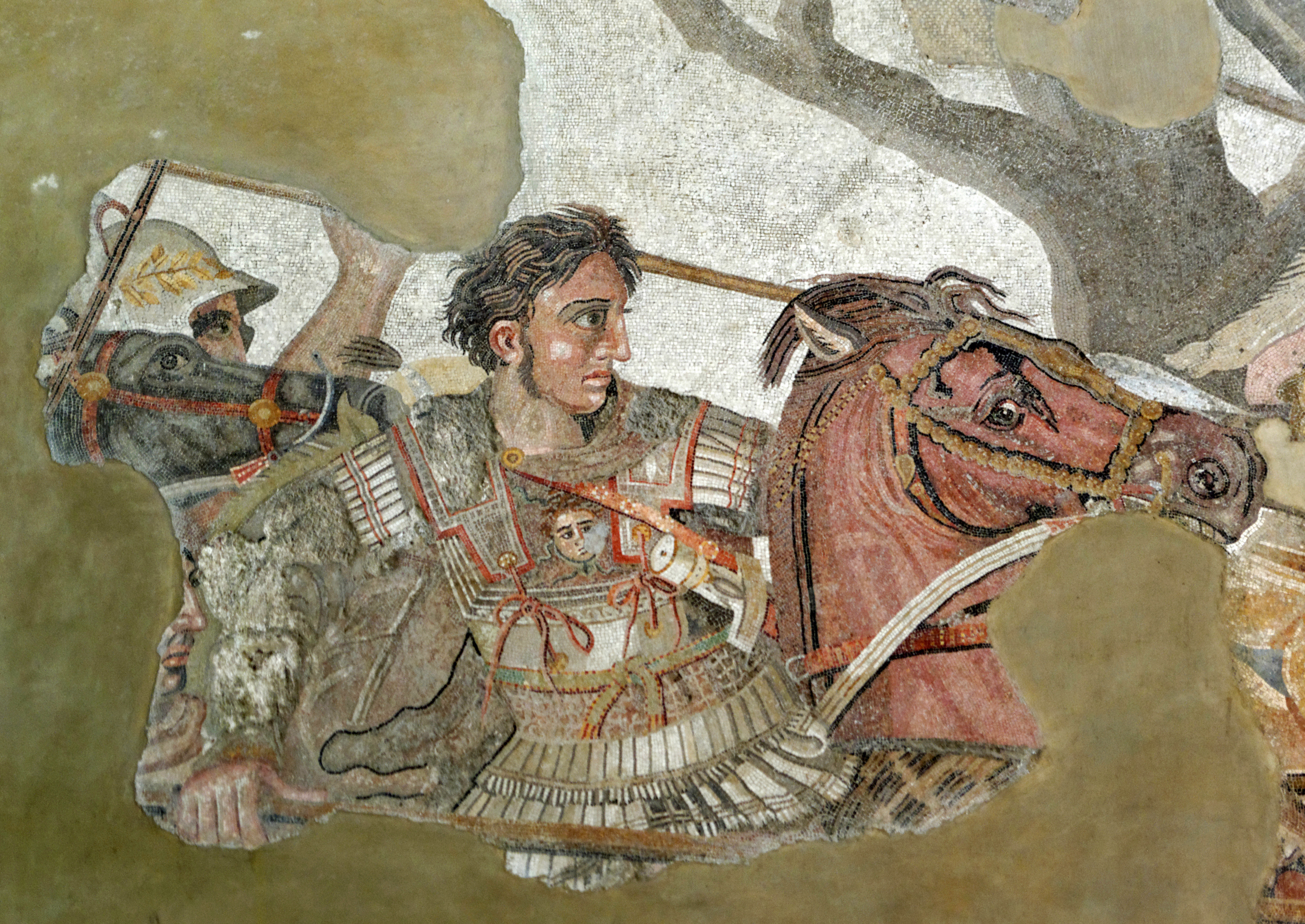
I diadochi di Alessandro Magno battagliarono per la sua eredità politica per i 46 anni successivi alla sua morte.

- Antiche guerre di successione egiziane[13]
  - Durante la II dinastia egizia, la IV (2649 a.C.) e la V (2513 e 2345 a.C.)
  - Durante la VII e VIII dinastia (2184-2164 a.C.)
  - Tra Seti II e Amenmesse (1204-1198 a.C.) dopo la morte del faraone Merenptah
- Guerre dei diadochi o Guerre dei successori di Alessandro (323-277 a.C.), dopo la morte di re Alessandro Magno di Macedonia
- Guerra civile tolemaica (132-124 a.C.), tra Cleopatra II e Tolomeo VIII sui diritti di successione di Tolomeo VI
- Guerra di successione numidica (118-112 a.C.), dopo la morte di re Micipsa di Numidia; si riversarono nel conflitto romano-numidico della Guerra giugurtina (112-106 a.C.)
- Guerra di successione almohade (1224-12??), dopo la morte del califfo Yusuf al-Mustansir del Califfato almohade[14]
- Guerra di successione marocchina (1574-1578), dopo la morte del sultano Abd Allah al-Ghalib della dinastia Saˁdi
- Guerra di successione marocchina (XVIII secolo)[15]
- Rivoluzioni di Tunisi o Guerra di successione muradide (1675-1705), dopo la morte del bey di Tunisi Murad II
- Guerra di successione zulu (1839-1840), tra i fratelli Dingane e Mpande dopo la Battaglia di Blood River[16]
- Colpo di Stato in Etiopia del 1928 e Ribellione di ras Gugsà Oliè (1930), per la (futura) successione all'imperatrice Zauditù dell'Impero d'Etiopia di Hailé Selassié

### Asia

#### Asia antica

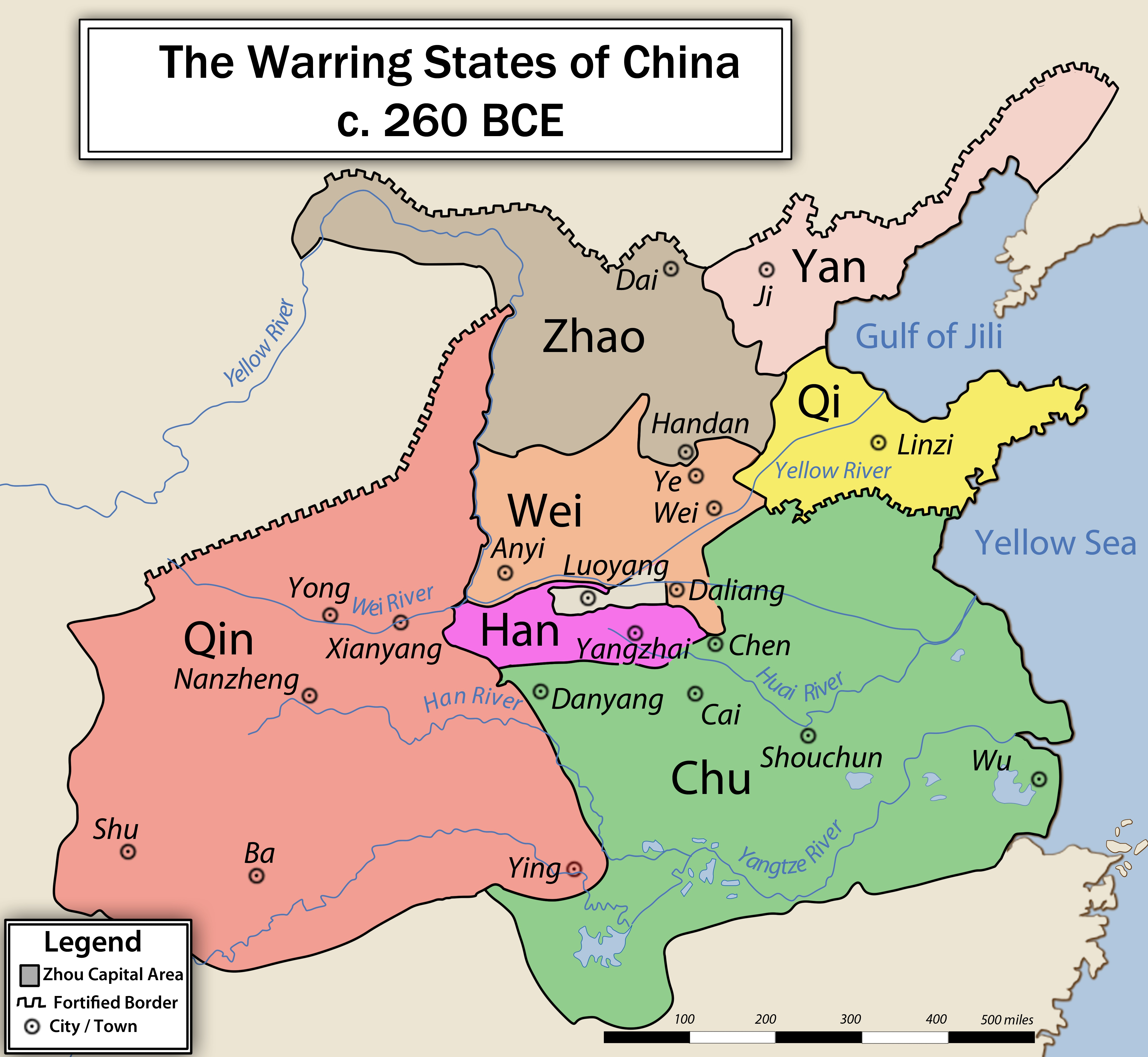
Gli Stati Combattenti, ciascuno reclamante la corona col tentativo di unire la Cina sotto la propria insegna.

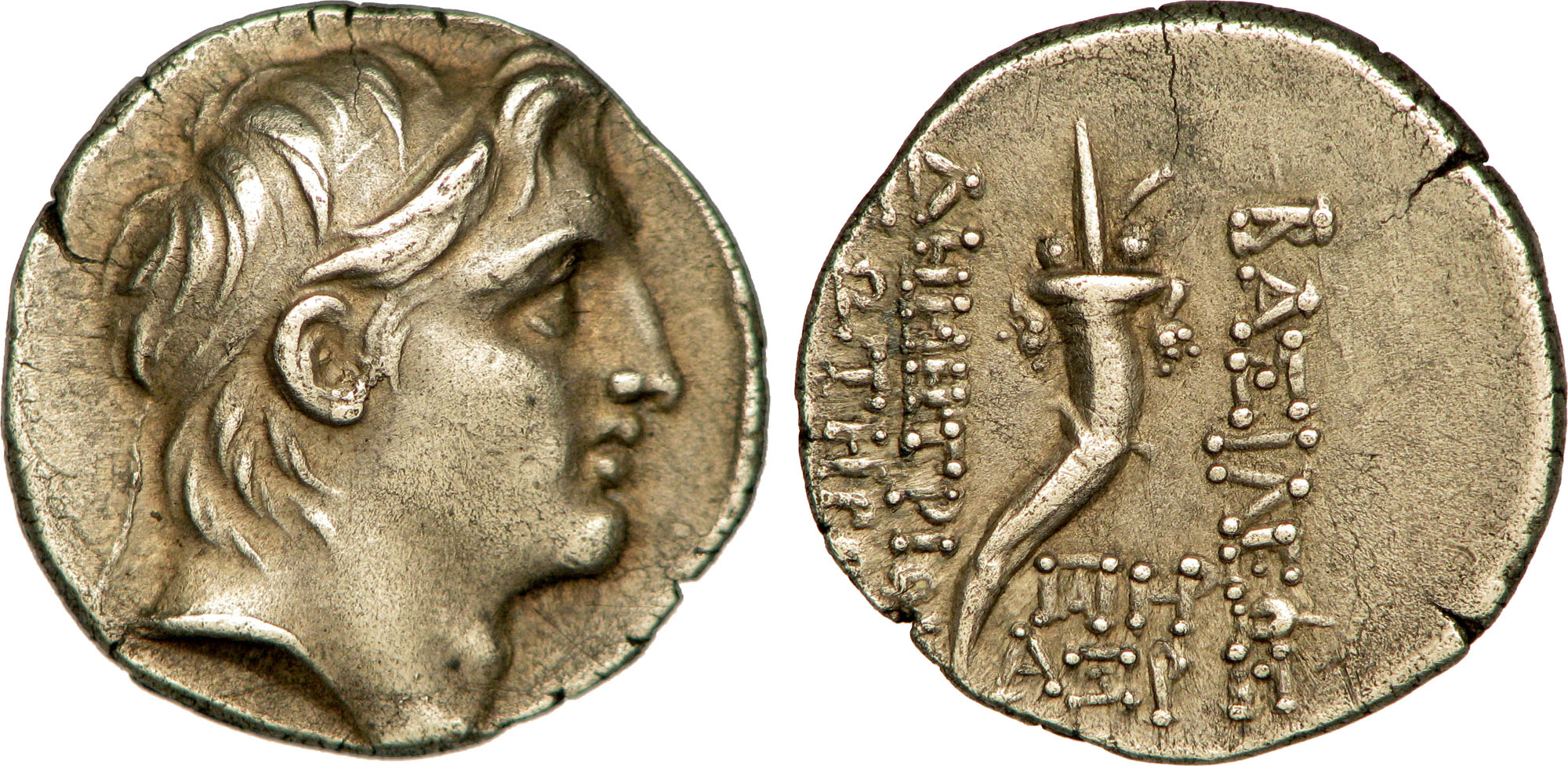
Le Guerre dinastiche seleucidi minarono il grande Impero seleucide e contribuirono alla sua caduta.

- Ribellione delle Tre Guardie (c. 1042-1039 a.C.), dopo la morte di re Wu di Zhou
- (leggendaria) Guerra di Davide contro Is-Bàal o Ish-bosheth (c. 1007-1005 a.C.), dopo la morte di re Saul del Regno di Israele. È incerta in quanto narrata esclusivamente dalla Bibbia ebraica. Essa iniziò come una guerra di "secessione", nominalmente della regione di Giuda (Davide) da Israele (Ish-bosheth), ma il conflitto si spostò poi sulla "successione" di Saul sia in Israele che nella regione di Giuda.
- Guerre di successione Jin (VIII secolo-376 a.C.), una serie di guerre per il controllo dell stato feudale di Jin (parte della dinastia Zhou)
  - Guerre Jin-Quwo (739-678 a.C.), lotte dinastiche tra i due rami della casa regnante degli Jin
  - Agitazione di Li Ji (657-651 a.C.), per la futura successione del duca Xian di Jin
  - Guerra di successione Zhou (635 a.C.), dove gli Jin assistettero re Xiang di Zhou contro suo fratello, il principe Dai, che reclamava per sé il trono
  - Partizione di Jin (c. 481-403 a.C.), una serie di guerre tra le famiglie rivali nobili di Jin, che portarono infine alla divisione del territorio statale tra di loro a spese della casa regnante degli Jin. Lo stato venne definitivamente definito dagli stati successori Zhao, Wei e Han nel 376 a.C.
- Guerra di successione di Qi (643-642 a.C.), dopo la morte del duca Huan di Qi
- Periodo degli Stati Combattenti (c. 403-221 a.C.), una serie di conflitti dinastici durante le dinastia Zhou orientale per la successione al territorio
  - Guerra di successione di Wei (370-367 a.C.), dopo la morte del marchese Wu di Wei
  - Guerre di unificazione dello stato di Qin (230-221 a.C.), per rafforzare le pretese dei Qin a succedere alla dinastia Zhou (che durante il periodo Zhou occidentale governò tutti gli stati cinesi) che i Qin avevano concluso nel 256 a.C.
- Guerre dei diadochi o Guerre dei successori di Alessandro (323-277 a.C.), dopo la morte di re Alessandro Magno di Macedonia
- Disputa Chu-Han (206-202 a.C.,), dopo la resa e la morte dell'imperatore Ziying della dinastia Qin; i capi ribelli rivali Liu Bang e Xiang Yu cercarono ciascuno di insediare una propria dinastia
- Guerre dinastiche seleucidi (157-63 a.C.), una serie di guerre di successione che vennero combattute tra rami della dinastia seleucide dell'Impero seleucide
- Ribellioni dei Sopracciglia rosse e dei Lulin (17-23 a.C.), rivolte contro l'imperatore Wang Mang della dinastia Xin per restaurare la dinastia Han; entrambe le armate ribelli avevano un proprio candidato
- Guerra civile Han (23-36), campagne dell'imperatore Liu Xiu contro i pretendenti ed i signori della guerra regionali per opporsi al governo dell'imperatore Gengshi di Han (23-25)[17]
  - Seconda ribellione dei Sopracciglia rosse (23-27), dopo la morte di Wang Mang, contro l'imperatore Gengshi di Han
- Guerra di successione armena (54-66), causata dalla morte dell'imperatore romano Claudio, dopo la quale il pretendente Tiridate venne installato da Vologase I di Partia, fatto inaccettabile per il nuovo imperatore Nerone[18]
- Guerre civili dei parti
  - Campagne partiche di Traiano (115-117), l'intervento dell'imperatore romano Traiano nella guerra di successione partica tra Osroe I e Partamaspate di Partia in favore di quest'ultimo[18]
- Periodo dei Tre Regni (184-280), dopo la morte dell'imperatore Ling di Han
- Guerra degli otto principi (291-306), dopo la morte dell'imperatore Sima Yan della dinastia Jìn
- (incerta) Una guerra di successione nell'Impero Gupta dopo la morte dell'imperatore Kumaragupta I (c. 455), che vide Skandagupta emergere vittorioso[19]
- Guerre degli zii e dei nipoti (465-c.495) dopo la morte dell'imperatore Qianfei della dinastia Liu Song[20]
- Ribellione del principe Hoshikawa (479-480), dopo la morte dell'imperatore Yūryaku del Giappone

#### Asia medievale
- Guerra civile del Wei (530-550), dopo l'assassinio dell'usurpatore Erzhu Rong da parte dell'imperatore Xiaozhuang del Wei del nord, lo stato venne diviso in Wei occidentale (clan Yuwen) e Wei orientale (clan Gao)

- Le fitne storiche dell'Islam:

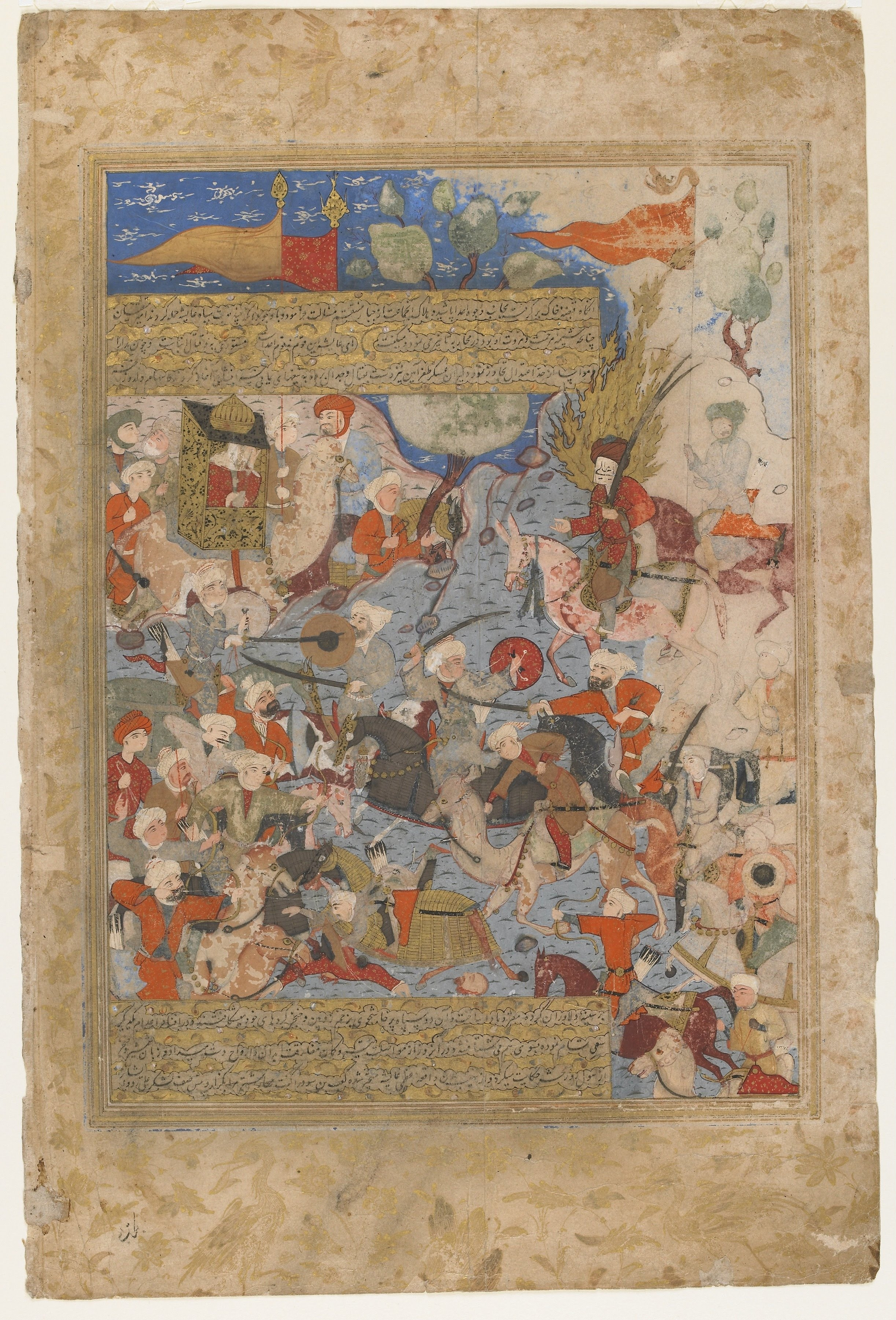
Originariamente un conflitto politico per la Successione di Maometto, La Prima Fitna divenne la base della divisione religiosa tra sunniti e sciiti.

  - Prima Fitna (656-661): dopo la morte del califfo Othmàn ibn Affàn tra gli Omayaddi ed i seguaci di Ali (sciiti)
  - Seconda Fitna (680-692; in senso stretto 683-685): una serie di conflitti tra gli Omayaddi, gli Zubauridi e gli Alidi (sciiti)
  - Terza Fitna (744-750/752): una serie di guerre civili e ribellioni contro il Califfato omayadde che si conclusero con la Rivoluzione abbaside
  - Quarta Fitna (809-827): una guerra di successione nel Califfato abbaside
- Guerra di successione di Goguryeo (666-668), dopo la morte del dittatore militare Yeon Gaesomun di Goguryeo, vedi Guerra Goguryeo-Tang (645-668)
- Guerra jinshin (672), dopo la morte dell'imperatore Tenji del Giappone
- Anarchia dei vent'anni (695-717), dopo la deposizione dell'imperatore Giustiniano II Rinotmeto dell'Impero bizantino
- Tre regni posteriori di Corea (892-936), iniziarono quando due capi ribelli, pretendenti entrambi di essere gli eredi del re di Baekje e Goguryeo, si rivoltarono contro il regno della regina Jinseong di Silla
- Anarchia dei 12 signori della guerra (966-968), dopo la morte di Ngô Quy?n del Vietnam
- Guerre di successione afghane (997-1041?),[21] dopo la morte dell'emiro Sabuktigin di Ghazni
- Guerra di successione selgiuchide (1092-1105), dopo la morte del sultano Malik Shah I dell'Impero selgiuchide[22]
- Ribellione di Hōgen (1156), Ribellione di Heiji (1160) e Guerra Genpei (1180-1185), dopo la morte dell'imperatore Konoe del Giappone, tra i clan per il controllo della famiglia imperiale
- Guerra di successione antiochena (1201-1219), dopo la morte del principe Boemondo III d'Antiochia
- Guerra di successione ayyubide (1238-1249), dopo la morte del sultano al-Malik al-Kamil della dinastia degli Ayyubidi
- Guerra civile toluide (1260-1264), dopo la morte del Gran Khan Möngke Khan dell'impero mongolo
- Guerre di successione chagatai (1307-1331), dopo la morte del khan Duwa del khanato Chagatai[23]
- Guerra delle due capitali (1328-1332), dopo la morte dell'imperatore Yesün Temür Khan della dinastia Yuan
- Periodo Nanboku-chō o Guerra di successione giapponese[24] (1336-1392), dopo l'improvvisa morte dell'imperatore Go-Daigo del Giappone
- Guerra dei quarant'anni (1368-1408) dopo la morte di re Thado Minbya di Ava; la guerra sorse in e tra i regni burmensi di Ava e Pegu in quanto successori del regno Pagan[25]
- Ribellione Jingnan (1399-1402), dopo la morte dell'imperatore Hongwu della dinastia Ming
- Ribellione di Chi Lu Buli (1453), dopo la morte di re Sho Kinpuku del Regno Ryukyu
- Periodo Sengoku (c. 1467-1601) in Giappone
  - Guerra Ōnin (1467-1477), riguardo alla futura successione dello shogun Ashikaga Yoshimasa del Giappone

#### Prima età moderna in Asia

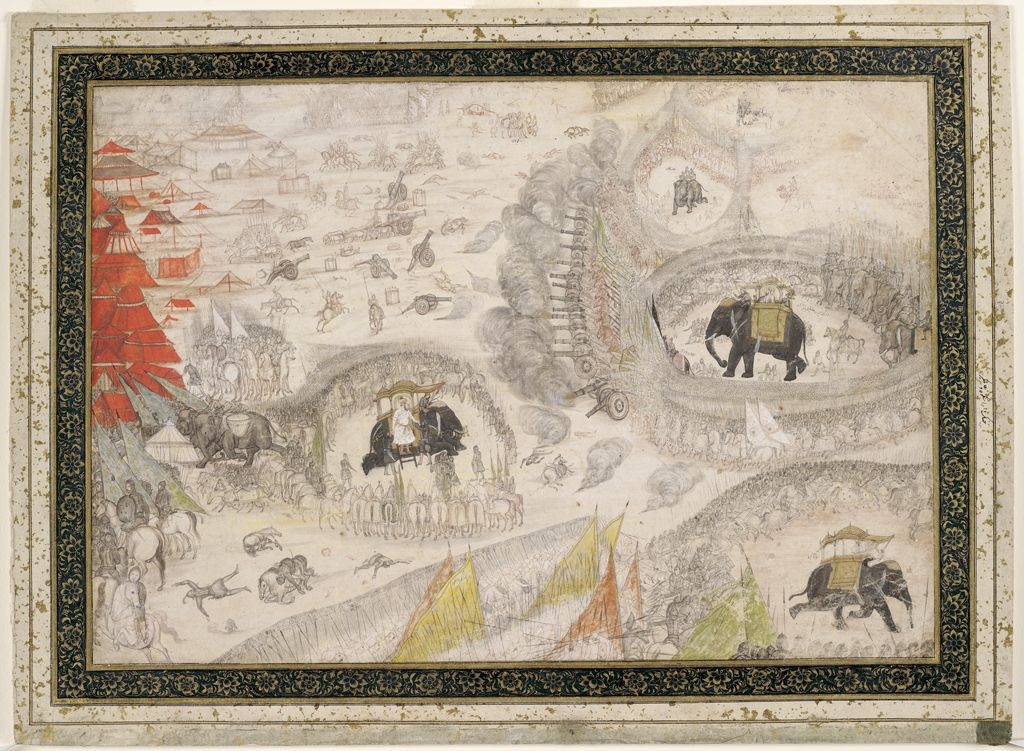
Guerra del 1657-61. Gli imperatori moghul vennero spesso detronizzati dai loro figli, i quali poi guerreggiavano l'un l'altro per accaparrarsi il trono.

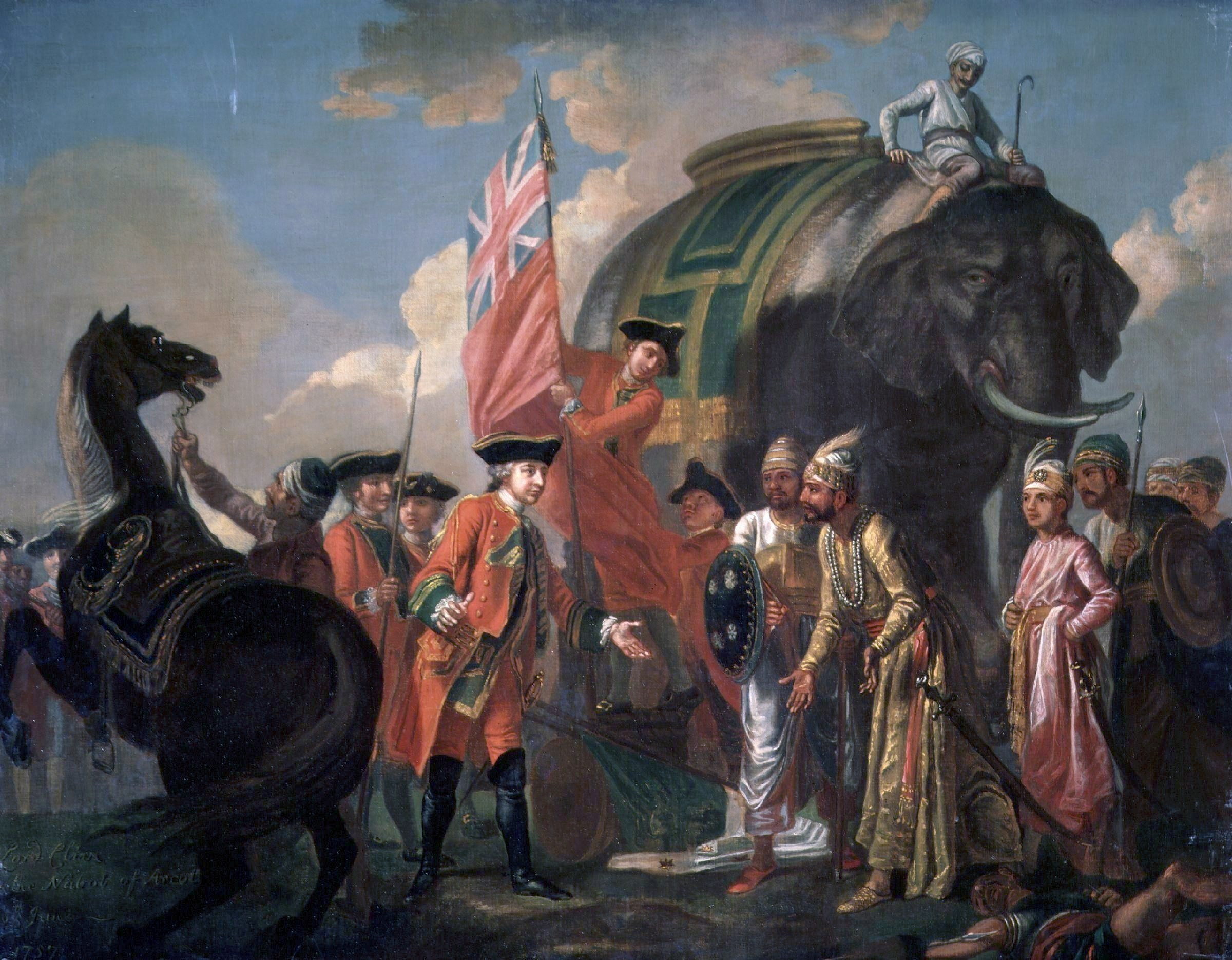
Mir Jafar sconfitto agli inglesi durante la Battaglia di Plassey, ottenne comunque la nomina a nuovo nawāb del Bengala.

- Guerra di successione dello Yuan del nord (1517-15??), dopo la morte del khan Batumöngke Dayan Khan della Dinastia Yuan settentrionale[26]
- Guerra di successione moghul (1540-1552), tra i fratelli Humayun e Kamran Mirza per la successione del loro padre già morto da dieci anni, l'imperatore Babur dell'Impero moghul[27]
- Guerra di successione safavide (1576-1578), dopo la morte dello scià Tahmasp I di Persia[28]
- Guerra di successione moghul (1601-1605), a seguito della morte dell'imperatore Akbar dell'Impero moghul[29]
- Guerra di successione moghul (1627-1628), a seguito della morte dell'imperatore Nuruddin Salim Jahangir dell'Impero moghul
- Guerra di successione moghul (1657-1661),[30] dopo la grave malattia dell'imperatore Shah Jahan dell'Impero moghul[12]
- Le Guerre di successione giavanesi, tra pretendenti locali e candidati della Compagnia olandese delle Indie orientali
  - Prima guerra di successione giavanese (1677-1707)
  - Seconda guerra di successione giavanese (1719-1722)
  - Terza guerra di successione giavanese (1749-1755)
- Guerra di successione moghul (1707-1708), a seguito della morte dell'imperatore Aurangzeb dell'Impero moghul[31]
- Guerra di successione moghul (1712-1720), dopo la morte dell'imperatore Bahadur Shah I dell'Impero moghul[31]
- Guerra di successione marava (1720-1729), dopo la morte del raja Raghunatha Kilavan di Ramnad
- Guerre di successione persiane (1725-1796)[32]
  - Guerra di successione safavide (1725-1729), dopo l'invasione della dinastia Hotak e l'imprigionamento dello scià Husayn della Persia Safavide
  - Guerra di successione afsharide (1747-1757), dopo la morte dello scià Nadir Shah della Persia Afsharide
  - Guerra di successione zand (1779-1796), dopo la morte di Karim Khan della dinastia Zand
- Guerre del Carnatic (1744-1763), guerre di successione tra diversi principi locali nominalmente indipendenti del Carnatic, alle quali presero parte anche la Compagnia britannica delle Indie orientali e la Compagnia francese delle Indie orientali.
  - Prima guerra carnatica (1744-1748), parte della Guerra di successione austriaca che coinvolse anche Francia e Gran Bretagna su fronti opposti
  - Seconda guerra carnatica (1749-1754), per la successione sia del nizam di Hyderabad che del nawab di Arcot
  - Terza guerra carnatica (1756-1763), dopo la morte del nawab Alivardi Khan del Bengala; parte della globale Guerra dei sette anni che vide contrapporsi tra gli altri anche Francia e Gran Bretagna su fronti opposti
- Guerra di successione maratha (1749-1752), dopo la morte del maharaja Shahu I dell'Impero Maratha[33]
- Guerre anglo-maratha (1775-1819): guerre di successione tra i peshwas, nelle quali intervennero gli inglesi, conquistando l'Impero maratha
  - Prima guerra anglo-maratha (1775-1782), dopo la morte del peshwa Madhavrao I; il pretendente Raghunath Rao invocò l'aiuto inglese, ma perse
  - Seconda guerra anglo-maratha (1803-1805), il pretendente Baji Rao II, figlio di Raghunath Rao, trionfò con l'aiuto degli inglesi e divenne peshwa, ma dovette consegnare gran parte del proprio potere e territorio agli inglesi stessi
  - Terza guerra anglo-maratha, detta anche Guerra Pindari (1816-1819), il peshwa Baji Rao II si rivoltò contro gli inglesi invano; l'Impero maratha venne definitivamente annesso

#### Asia moderna

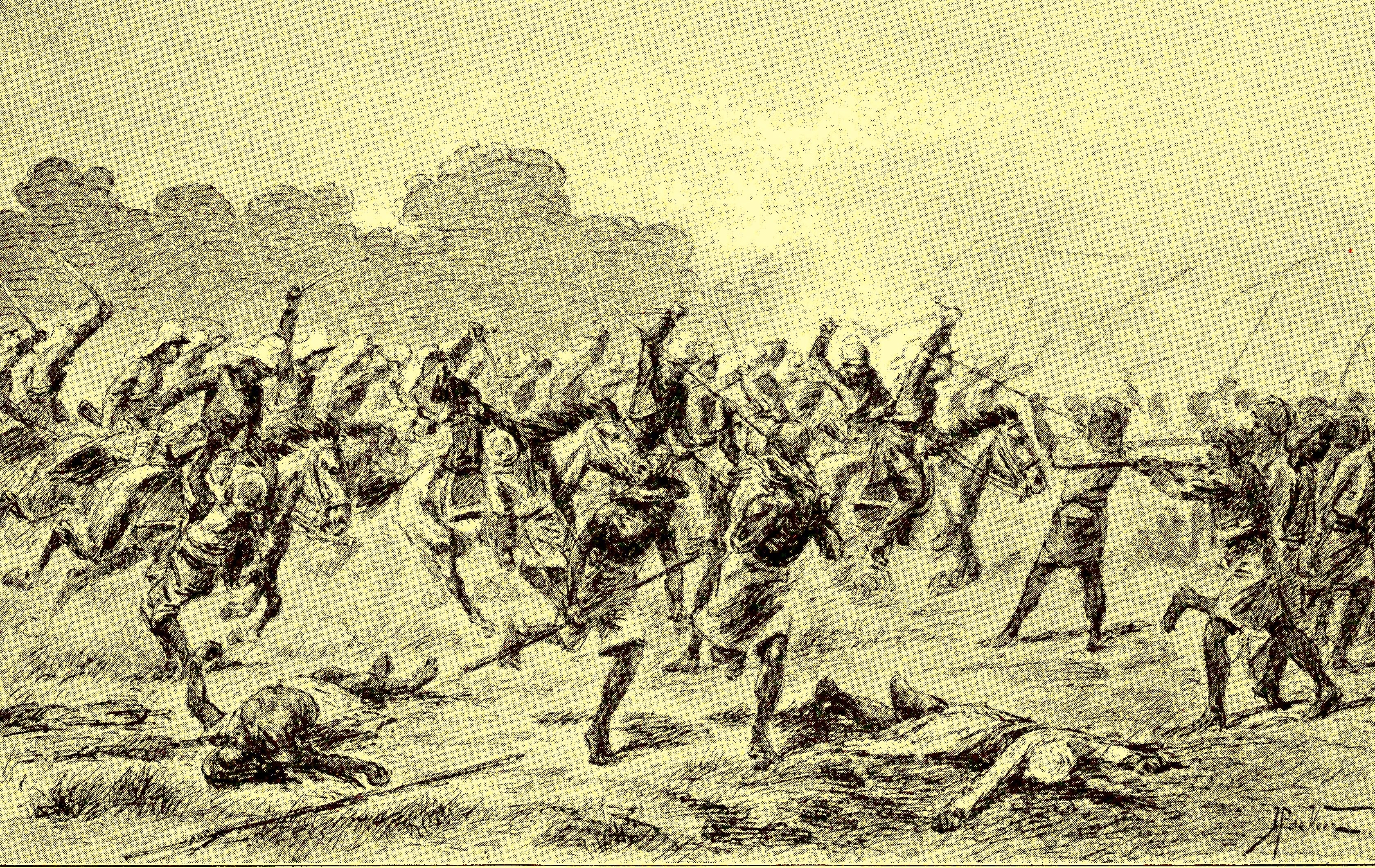
Carica della cavalleria olandese durante la spedizione di Bone del 1859 a Sulawesi.

- Guerre di successione afghane (1793-1834?), dopo la morte dell'emiro Timur Shah Durrani dell'Afghanistan[34]
- Prima guerra anglo-afghana (1839-1842), invasione anglo-indiana dell'Afghanistan col pretesto di restaurare il deposto emiro Shah Shujah Durrani[35]
- Guerra civile di Pahang (1857-1863), dopo la morte del raja Tun Ali di Pahang
- Guerra posteriore di successione afghana (1865-1870), dopo la morte dell'emiro Dost Mohammed Khan dell'Afghanistan
- Le Spedizioni Bone del 1859-1860 dell'esercito della Compagnia olandese delle Indie orientali portarono a due guerre di successione nei vicini regni sulawesi di Bone e Wajo
  - Nella guerra di successione di Bone (1858-1860), gli olandesi supportarono il pretendente Ahmad Sinkkaru' Rukka contro la regina Besse Arung Kajuara dopo la morte del marito di questa, re Aru Pugi[36][37]
  - Nella guerra di successione di Wajo (1858-1861), gli olandesi supportarono il pretendente Pata Hassim dopo la morte di raja Tulla[38]

### Europa

#### Europa antica
- Guerre dei diadochi o Guerre dei successori di Alessandro (323-277 a.C.), dopo la morte di re Alessandro Magno di Macedonia
- Anno dei quattro imperatori (68-69), ribellione nell'Impero romano che portò ad una guerra di successione dopo il suicidio dell'imperatore Nerone
- Anno dei cinque imperatori (193), l'inizio di una guerra di successione che perdurò sino al 197, dopo l'assassinio dell'imperatore romano Commodo
- Crisi del III secolo (235-284), specialmente l'Anno dei sei imperatori (238), una serie di guerre tra imperatori militari a seguito dell'assassinio di Alessandro Severo
- Guerre civili della Tetrarchia (306-324), dopo la morte dell'augusto Costanzo Cloro
- Guerra di Magnenzio (350-353), dopo l'assassinio del co-imperatore romano Costante I
- Guerra di successione unna (453-454), dopo la morte di Attila, capo degli Unni

#### Primo medioevo in Europa

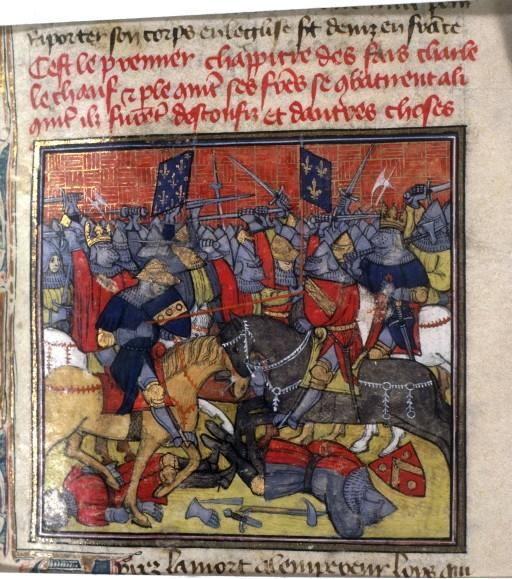
Fontenoy confermò la ripartizione della Francia tra i tre figli dell'imperatore Ludovico il Pio.

- Anarchia dei vent'anni (695-717), dopo la deposizione dell'imperatore Giustiniano II dell'Impero bizantino
- Guerra civile franca, dopo la morte del maggiordomo di palazzo Pipino di Herstal
- Guerre di successione carolinge (830-842), una serie di conflitti armati del tardo Impero carolingio franco per la (futura) successione dell'imperatore Ludovico il Pio[39]
- Guerre di successione northumbriane (865-867), tra re Osbeorht e re Aelle di Northumbria; la loro lotta venne interrotta quando la Grande armata danese invase le loro terre
- Ribellione di Svatopluk II (895-899?), dopo la morte del duca Svatopluk I della Grande Moravia
- Guerra di successione leonese (951-956), dopo la morte di re Ramiro II del Léon
- Guerra di successione leonese (982-984), continuazione dell'ultima guerra di successione leonese

#### Europa altomedievale

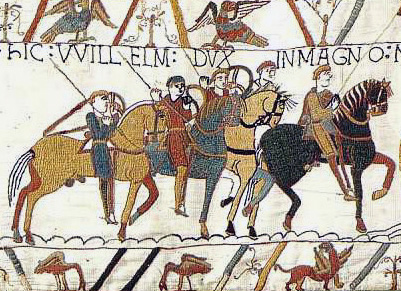
Nel 1066, Guglielmo di Normandia tentò di forzare le sue pretese sul trono inglese.

- Guerra di successione borgognona (1002-1016), dopo la morte del duca Enrico I il Grande di Borgogna
- Fitna di al-Andalus (1009-1031), dopo la deposizione del califfo Hisham II ibn al-Hakam di Cordova
- Guerra di successione norvegese[40] (1025/6-1035), dopo la partenza di re Canuto il Grande di Danimarca in Inghilterra; divenne una guerra di successione quando re Olaf II di Norvegia venne deposto nel 1028 e morì in battaglia nel 1030
- Guerra di successione danese (1042-1043), dopo la morte di re Canuto III di Danimarca
- Guerra dei tre Sancio (1065-1067), dopo la morte di re Ferdinando I di León
- Battaglia di Stamford Bridge (1066), dopo la morte di re Edoardo il Confessore d'Inghilterra
- Conquista normanna dell'Inghilterra (1066-1075), dopo la morte di re Edoardo il Confessore d'Inghilterra
- L'Anarchia (1135-1154), dopo la morte di re Enrico I d'Inghilterra
- Guerres baussenques (1144-1162), dopo la morte del conte Raimondo Berengario III di Provenza
- Guerra dei fratelli (1197-1203), dopo la morte di re Béla III d'Ungheria
- Disputa sul trono tedesco (1198-1215), dopo la morte dell'imperatore Enrico VI di Svevia
- Quarta crociata (1202-1204), diretta a Costantinopoli per intervenire nella disputa sulla successione bizantina dopo la deposizione dell'imperatore Isacco II Angelo
- Guerra di Loon (1203-1206), dopo la morte del conte Teodorico VII d'Olanda[2]
- Guerra di successione di Moha (1212-1213), sulla contea di Moha dopo la morte del conte Alberto II di Dagsburg
- Prima guerra dei baroni (1215-1217). La guerra iniziò con la rivolta dei baroni contro la violazione della Magna Carta ad opera di re Giovanni Senzaterra, ma si tramutò ben presto in una guerra dinastica per il trono d'Inghilterra quando il principe ereditario Luigi di Francia si propose come nuovo sovrano e Giovanni Senzaterra morì improvvisamente.
- Guerra di successione di Champagne (1216-1222), indirettamente, dopo la morte del conte Tebaldo III di Champagne
- Guerra di successione di Breda (1226/8-1231/2), dopo la morte del signore Enrico III di Schoten di Breda[41]
- Guerra di successione fiamminga (1244-1254), dopo la morte della contessa Giovanna di Costantinopoli delle Fiandre e dell'Hainaut
- Guerra di successione della Turingia (1247-1264), dopo la morte del langravio Enrico Raspe IV di Turingia
- Grande Interregno (1245/50-1275), dopo la deposizione e morte dell'imperatore Federico II del Sacro Romano Impero
- Guerra di successione eubeota (1256-1258), dopo la morte del triarca Carintana dalle Carceri di Negroponte
- Guerra di successione di Limburgo (1283-1288), dopo la morte del duca Walerano IV e di sua figlia ed erede Irmgarda di Limburgo

#### Europa tardo-medievale

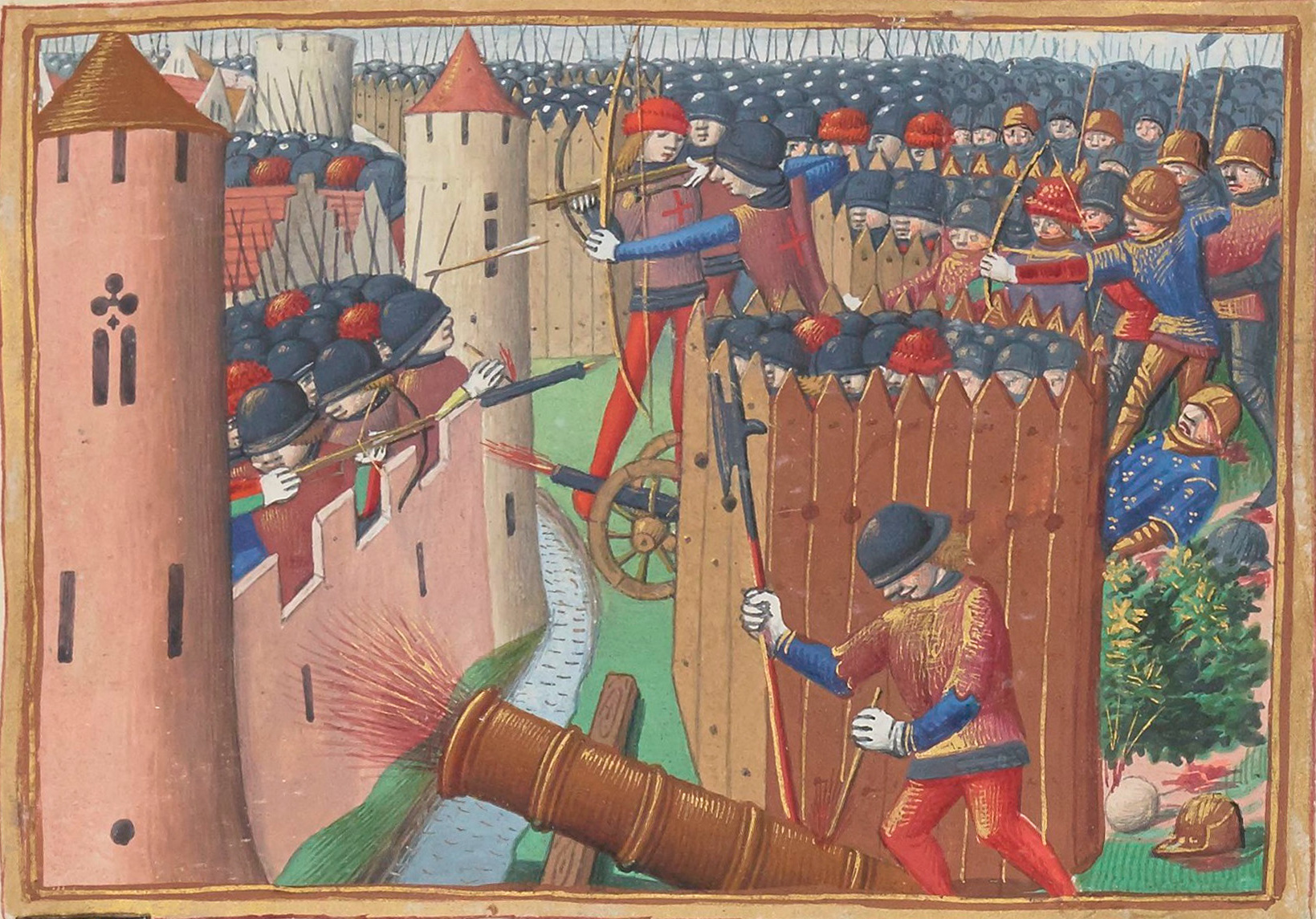
La Guerra dei Cent'anni sorse quando il re inglese avanzò pretese sul trono francese.

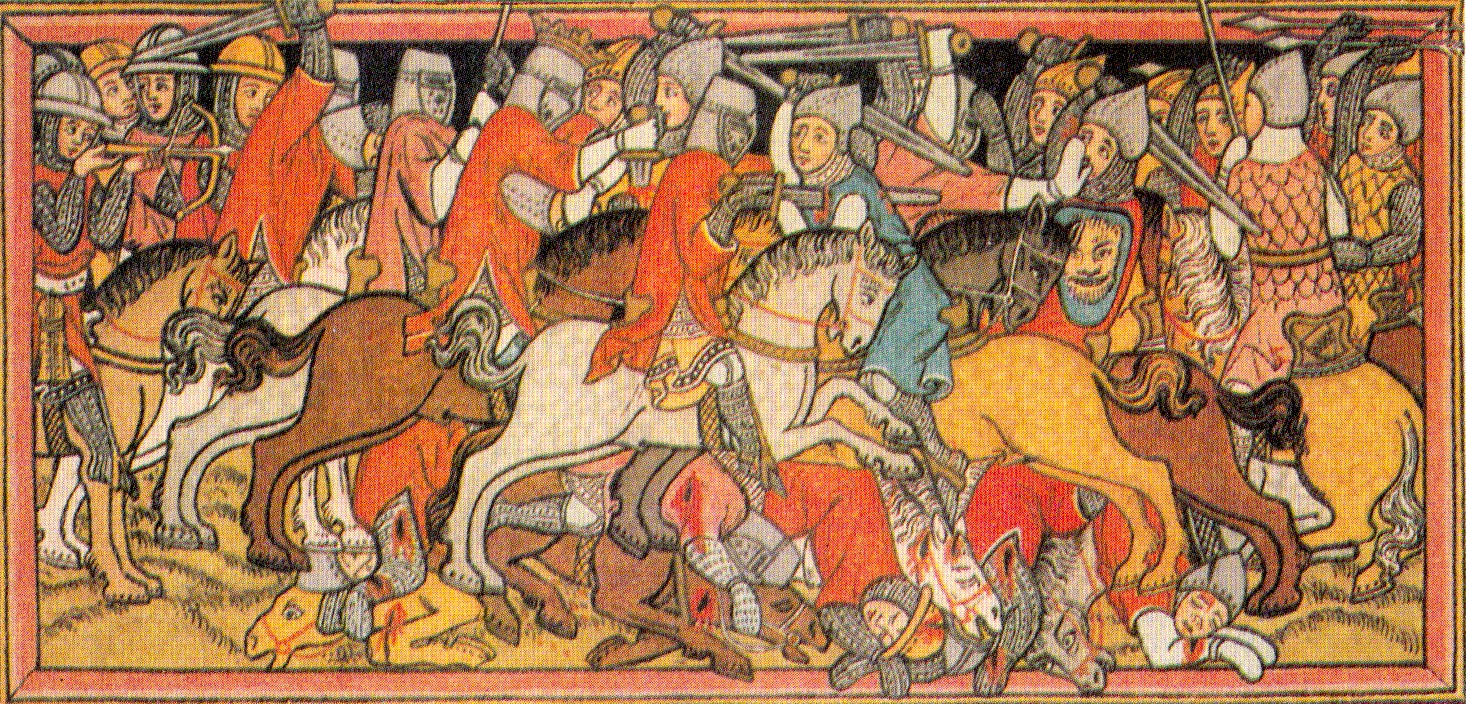
La battaglia di Strietfield del 1388 assicurò Lüneburg alla casa dei Guelfi.

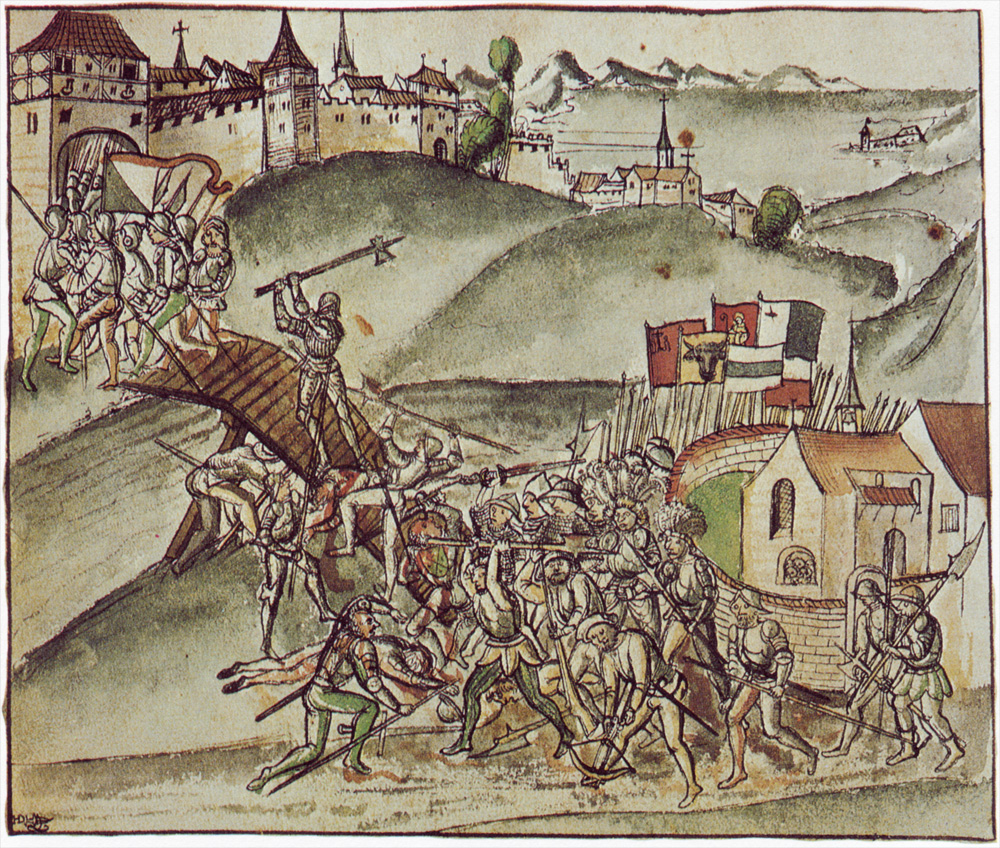
La Battaglia di St. Jakob an der Sihl (1443) durante la Guerra della vecchia Zurigo.

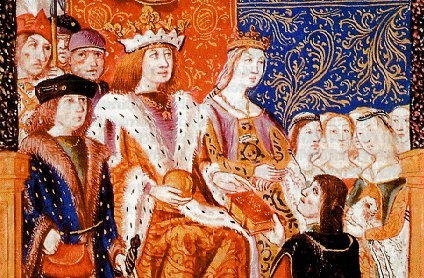
I monarchi cattolici della "Spagna" unita dopo la Guerra di successione castigliana.

- Guerre d'indipendenza scozzesi (1296-1357), dopo che la nobiltà scozzese chiese a re Edoardo I d'Inghilterra di mediare nella crisi di successione scozzese del 1286-1292, nota come "Grande Causa". Edoardo disse che la sua chiamata a decidere il nuovo re degli Scozzesi, John Balliol, significava implicitamente che egli veniva ora riconosciuto come signore della Scozia, e pertanto iniziò ad intromettersi negli affari di stato scozzesi, causando così malcontento.[42]
  - Prima guerra d'indipendenza scozzese (1296-1328), dopo che l'opposizione degli scozzesi all'interferenza di Edoardo negli affari di stato della Scozia raggiunse il suo apice, Edoardo marciò contro la Scozia, sconfiggendo ed imprigionando John Balliol, privandolo del titolo di cavaliere ed effettivamente annettendo la Scozia. Ad ogni modo William Wallace insorse contro gli inglesi ed assunse il titolo di "guardiano di Scozia" in nome di John Balliol, passando il titolo a Robert Bruce (uno dei pretendenti al trono durante la Grande Causa) ed a John III Comyn nel 1298. Il primo uccise quest'ultimo nel 1306, e venne incoronato re degli scozzesi poco dopo, in opposizione si ad Edoardo sia all'imprigionato John Balliol.[42]
  - Seconda guerra d'indipendenza scozzese, o Guerra di successione anglo-scozzese[43] (1332-1357), dopo la morte di re Robert Bruce
- Guerra civile bizantina del 1321-1328, dopo la morte di Manuele Paleologo e di suo padre, il co-imperatore Michele IX Paleologo e l'esclusione di Andronico III Paleologo dalla linea di successione
- Guerre di successione di Rügen (1326-1328; 1340-1354), dopo la morte del principe Vitslav III di Rügen
- Guerre di successione di Loon (1336-1366), dopo la morte del conte Luigi IV di Loon
- Guerra dei Cent'anni (1337-1453), indirettamente, dopo la morte di re Carlo IV di Francia
- Guerre di Galizia-Volinia (1340-1392), dopo la morte di re Boleslaw-Jurij II di Galizia e di Volhynia
- Guerra di successione bretone (1341-1364), dopo la morte del duca Giovanni III di Bretagna
- Guerra civile bizantina del 1341-1347, dopo la morte dell'imperatore Andronico III Paleologo
- Guerre tra Hoeken e Kabeljauwen (1349-1490), dopo la morte del conte Guglielmo IV d'Olanda
- Faida fraterna gheldriana (1350-1361), dopo la morte del duca Reginaldo II di Gheldria
- Guerra civile castigliana (1351-1369), dopo la morte di re Alfonso XI di Castiglia
  - Guerra dei due Pietri (1356-1375), derivata dalla Guerra civile castigliana e dalla Guerra dei Cento anni
- Guerra di successione brabantina (1356-1357), dopo la morte del duca Giovanni III del Brabante
- Guerra di successione di Lüneburg (1370-1389), dopo la morte del duca Guglielmo II di Brunswick-Lüneburg
- Le tre guerre di successione gheldriane:
  - Prima guerra di successione gheldriana (1371-1379), dopo la morte del duca Reginaldo III di Gheldria
  - Seconda guerra di successione gheldriana (1423-1448), dopo la morte del duca Reginaldo IV di Gheldria e Jülich
  - Terza guerra di successione gheldriana (1538-1543), vedi Guerre gheldriane (1502-1543)
- Guerra di successione al Patriarcato di Aquileia (1381-1388), dopo la morte del patriarca Marquardo di Randeck
- Interregno portoghese del 1383-1385, crisi di successione portoghese e guerra dopo la morte di re Ferdinando I del Portogallo
- Interregno ottomano (1401/2-1413), dopo l'imprigionamento e la morte del sultano Bayezid I
- Faida di Everstein (1404-1409), dopo che il conte Ermanno VIII di Everstein, senza eredi, signò un trattato di eredità con Simone III di Lippe che venne cambiato dai duchi di Brunswick-Lüneburg
- Guerra civile lituana (1432-1438), dopo la morte del granduca Vytautas il Grande di Lituania
- Vecchia guerra di Zurigo (1440-1446), dopo la morte del conte Federico VII di Toggenburg
- Guerra fratricida di Sassonia (1446-1451), dopo la morte del langravio Federico IV di Turingia
- Guerra civile navarrese (1451-1455), dopo la morte di Bianca I di Navarra e l'usurpazione del trono da parte di Giovanni II d'Aragona
- Guerre civili di Utrecht, collegate alle Guerre tra Hoeken e Kabeljauwen.
  - Prima guerra civile di Utrecht, dopo la morte del vescovo Rudolf van Diepholt di Utrecht
  - Seconda guerra civile di Utrecht (1481-1483), derivata dalle Guerre tra Hoeken e Kabeljauwen
- Guerra delle due rose (1455-1487), per la debolezza (e poi l'assassinio) di re Enrico VI d'Inghilterra
- Guerra di successione napoletana (1458-1462), dopo la morte di re Alfonso V d'Aragona
- Guerra di successione di Stettino (1464-1529), dopo la morte del duca Ottone III di Pomerania
- Guerra di successione castigliana (1475-1479), dopo la morte di re Enrico IV di Castiglia
- Guerra di successione borgognona (1477-1482), dopo la morte del duca Carlo il Temerario di Borgogna
  - Guerra d'indipendenza gheldriana (1477-1482, 1494-1499), dopo la morte del duca Carlo il Temerario di Borgogna
- Guerra di successione ottomana (1481-1482), tra il principe Cem ed il principe Bayezid dopo la morte del sultano Mehmet II
- Guerra tra gli Jonker ed i Fransen (1488-1490), ultimo colpo di coda delle Guerre tra Hoeken e Kabeljauwen
- Guerra di successione ungherese (1490-1494), dopo la morte di re Mattia Corvino

#### Prima età moderna in Europa

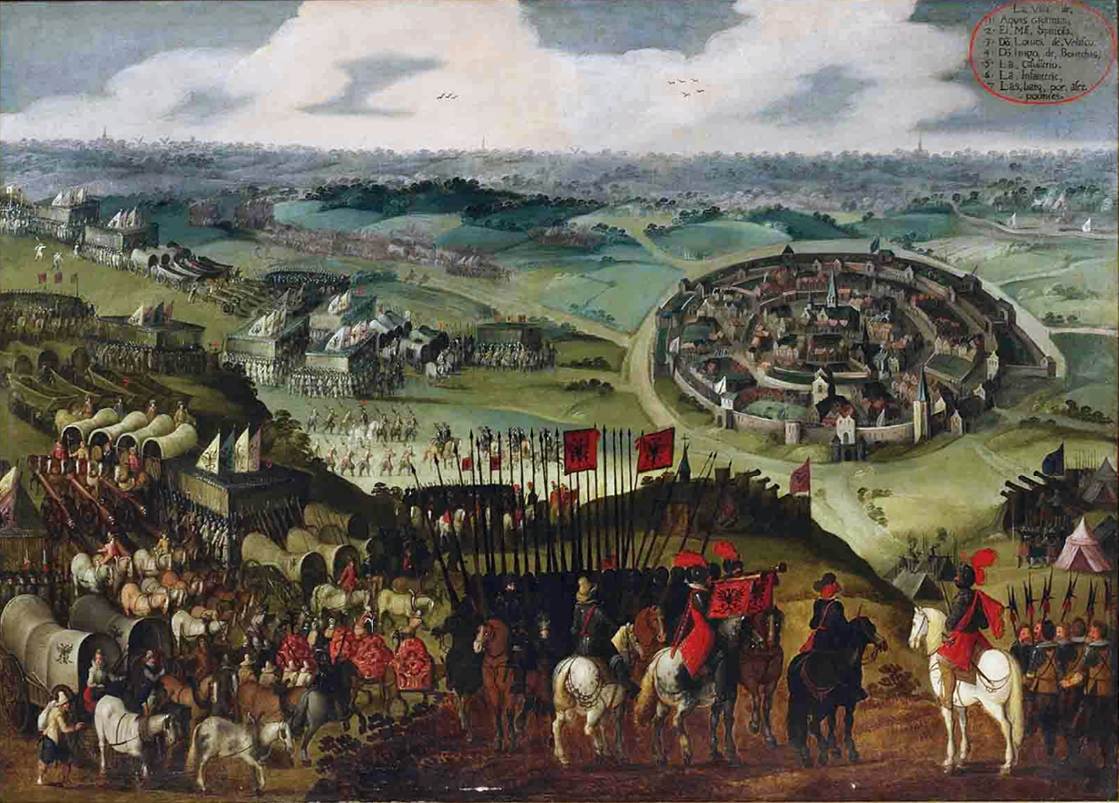
La Guerra di successione di Jülich divenne una guerra europea, dal momento che il futuro bilanciamento religioso delle potenze dipendeva da essa.

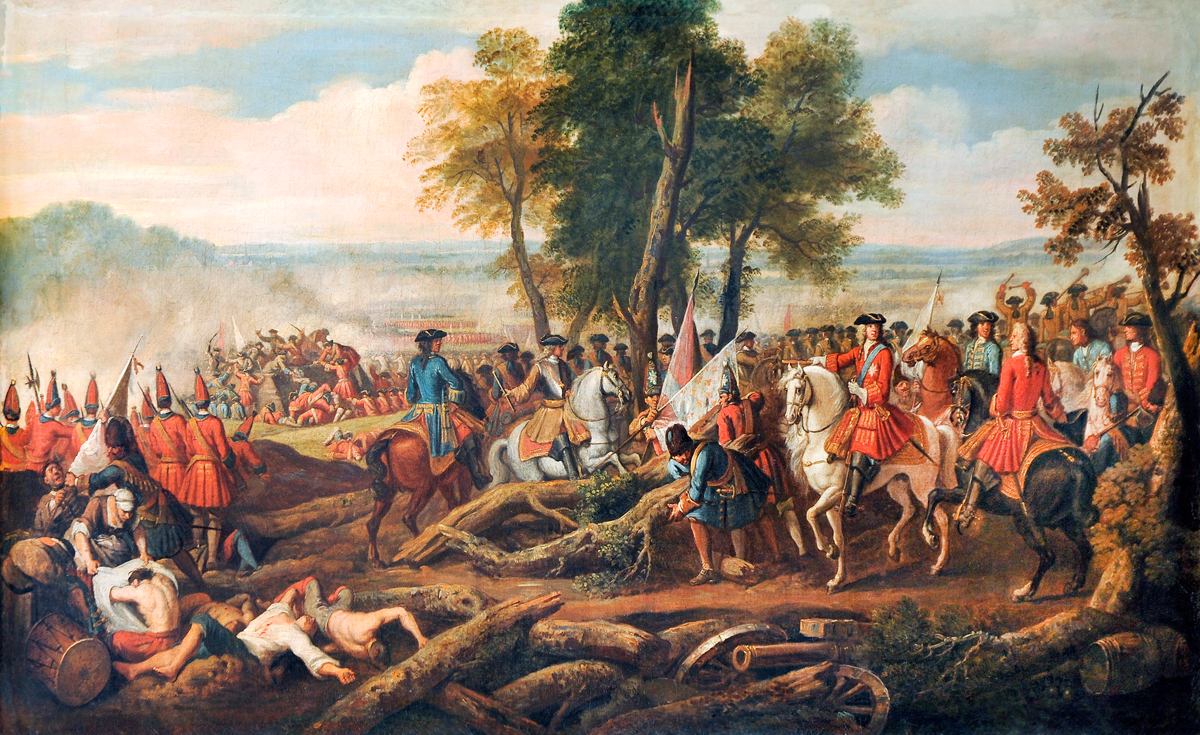
Durante la Guerra di successione spagnola, una grande coalizione europea tentò di tenere la Spagna al di fuori delle mani francesi.

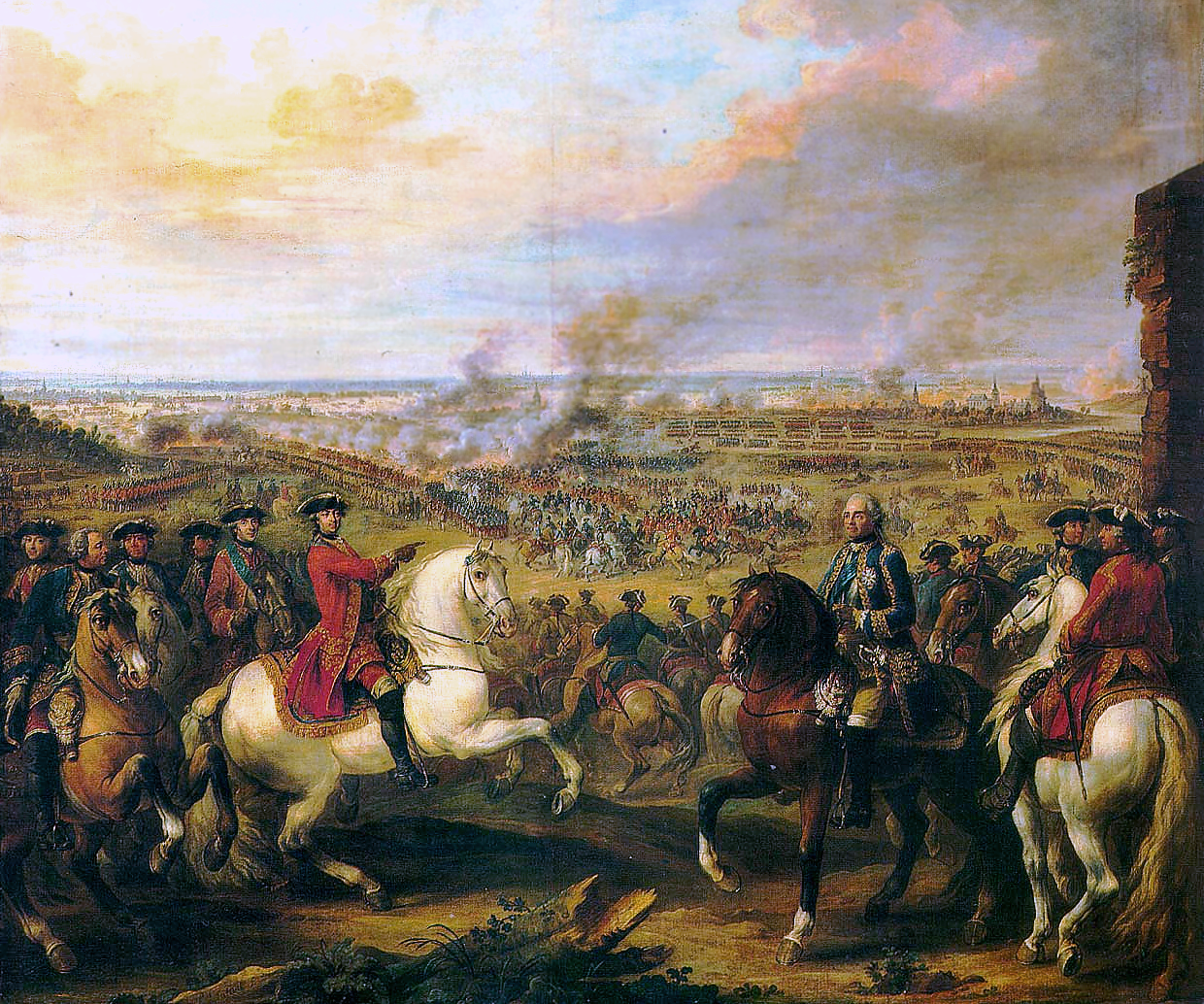
La Guerra di successione austriaca.

- Guerra di successione di Landshut (1503-1505), dopo la morte del duca Giorgio di Baviera-Landshut
- Guerra civile ottomana (1509-1513), tra il principe Selim ed il principe Ahmed per la successione al sultano Bayezid II (†1512)
- Guerre di successione danesi (1523-1537), una serie di conflitti per il trono danese nella casata di Oldenburg
  - Guerra di successione danese (1523-1524), per l'insoddisfazione sul regno di Cristiano II di Danimarca
  - Faida del conte (1534-1536), dopo la morte di Federico I di Danimarca
- Guerra di successione ottomana del 1559, tra il principe Selim ed il principe Bayezid per la successione al sultano Solimano I
- Guerra di successione portoghese (1580-1583), dopo la morte del re-cardinale Enrico del Portogallo
- Lotte per il regno francese alla fine delle Guerre di religione in Francia (1585-1598), con le quali si estinse la casata dei Valois
  - Guerra dei tre Enrichi (1585-1589), dopo la morte del duca Francesco d'Angiò, l'erede presunto francese, ed il re protestante Enrico di Navarra venne escluso dalla successione. La Spagna intervenne a favore della Lega Cattolica, guidata dal duca Enrico I di Guisa. Re Enrico III di Francia rimase intrappolato tra i due.
  - Successione di Enrico IV di Francia (1589-1594). Re Enrico di Navarra divenne re di Francia col nome di Enrico IV dopo la morte del duca Enrico I di Guisa e di re Enrico III di Francia. La Spagna continuò ad intervenire nel conflitto, pretendendo il trono francese per l'infanta Isabella Clara Eugenia di Spagna.[44] To appease Catholics, Henry IV converted to Catholicism in 1593, under the condition that Protestants be tolerated; his kingship was increasingly recognised in France.
  - Guerra franco-spagnola (1595-1598). Re Enrico IV di Francia, unendo i protestanti ed i cattolici francesi, dichiarò guerra alla Spagna per contrastare le pretese dell'infanta Isabella Clara Eugenia sul trono francese.
- Guerra di successione polacca (1587-1588), dopo la morte del re e granduca Stefano I Báthory di Polonia e Lituania
- Guerra dei vescovi di Strasburgo (1592-1604), dopo la morte del principe-vescovo Giovanni IV di Manderscheid
- Periodo dei torbidi (1598-1613), dopo la morte dello zar Feodor I di Russia
  - Guerra polacco-moscovita (1605-18) o dei Dimitriadi, durante la quale tre Falsi Dimitri (come il Falso Dimitri III di Russia), impostori che pretendevano di essere i legittimi successori di Feodor, avanzarono diritti sulla Confederazione polacco-lituana
- Guerra di deposizione contro Sigismondo (1598-1599), dopo la morte di re Giovanni III di Svezia
- Guerra polacco-svedese (1600-29), originatasi dalla Guerra di deposizione contro Sigismondo
- Guerra di successione di Jülich (1609-1614), dopo la morte del duca Giovanni Guglielmo di Jülich-Kleve-Berg
- Guerra delle vacche di Düsseldorf (1651), indirettamente, dopo la morte del duca Giovanni Guglielmo di Jülich-Kleve-Berg
- Guerra di successione del Monferrato (1613-1617), dopo la morte di Francesco IV Gonzaga
- Guerra di successione di Mantova (1627-1631), dopo la morte del duca Vincenzo II Gonzaga
- Guerra civile piemontese (1639-1642), dopo la morte del duca Vittorio Amedeo I di Savoia
- Guerra di devoluzione (1667-1668), dopo la morte di re Filippo IV di Spagna
- Ribellione di Monmouth (1685), dopo la morte di re Carlo II d'Inghilterra
- Guerra di successione inglese o del palatinato o Guerra dei Nove anni (1688-1697), dopo la Gloriosa Rivoluzione e con la morte dell'elettore Carlo II del Palatinato come causa indiretta
- La Rivolta giacobita (1688-1746) che tentò di vanificare la Gloriosa Rivoluzione (in parte a causa della nascita di James Francis Edward Stuart), detta anche Guerra di successione britannica[45]
  - Guerra guglielmita (1688-1691), guerra in Irlanda tra Guglielmo III d'Orange e Giacomo II Stuart (parte della Guerra di successione britannica)[46]
  - Insurrezione giacobita scozzese (1689-92), guerra in Scozia tra Guglielmo III d'Orange e Giacomo II Stuart (parte della Guerra di successione britannica)
  - Insurrezione giacobita del 1715 (1715-1716), dopo la morte dell'erede presunta Sofia di Hannover e della regina Anna di Gran Bretagna
  - Insurrezione giacobita del 1745 (1745-1746), tentativo di riottenere il trono dall'ultimo pretendente giacobita
- Guerra di successione spagnola (1701-1714), dopo la morte di re Carlo II di Spagna
- Guerra della Quadruplice alleanza (1718-1720), dopo la morte del re Sole Luigi XIV di Francia
- Guerra di successione polacca (1733-1738), dopo la morte di re Augusto II di Polonia
- Guerra di successione austriaca (1740-1748), dopo la morte dell'imperatore Carlo VI del Sacro Romano Impero
- Guerra di successione bavarese (1778-1779), dopo la morte dell'elettore Massimiliano III Giuseppe di Baviera

#### Europa moderna

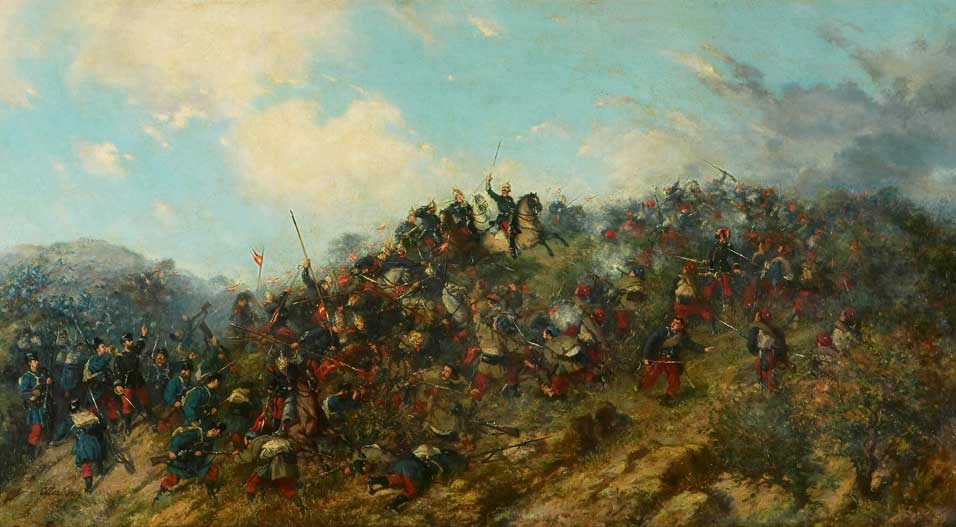
La Terza guerra carlista.

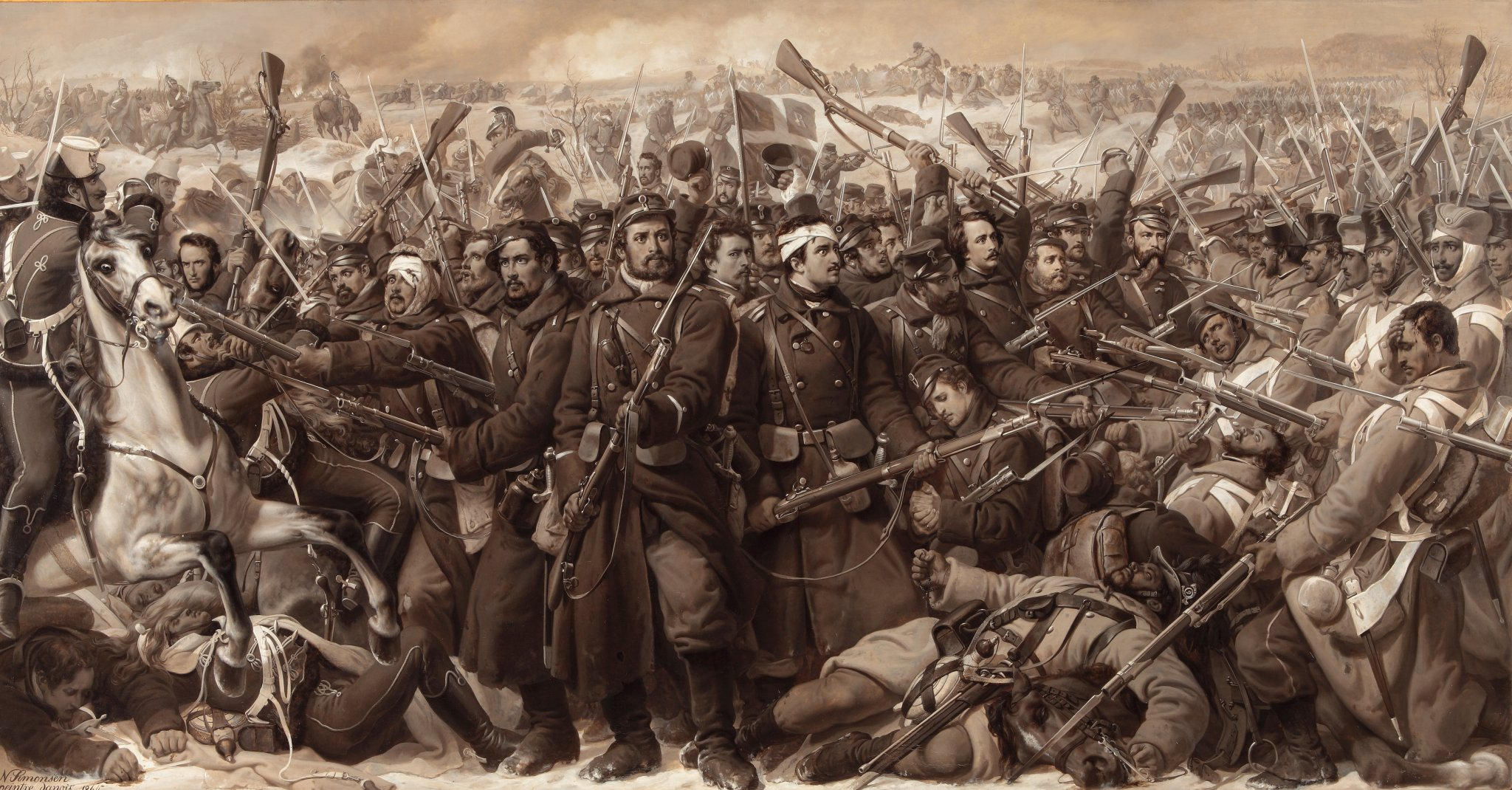
La morte di Federico VII di Danimarca fu la causa della Seconda guerra dello Schleswig.

- Interregno russo del 1825 (1825-1826), dopo la morte dello zar Alessandro I di Russia, che aveva segretamente mutato l'ordine di successione da suo fratello il granduca Costantino in favore di suo fratello minore Nicola, nessuno dei quali era intenzionato a governare. I due correlati ma differenti movimenti di ribellione creatisi offrirono soluzioni possibili alla crisi: gli aristocratici di San Pietroburgo erano favorevoli ad una monarchia costituzionale sotto Costantino, mentre il gruppo più democratico dei nobili di Kiev guidato da Pavel Pestel pretendeva l'istituzione di una repubblica.[47]
  - Rivolta decabrista (dicembre 1825), degli aristocratici decabristi di San Pietroburgo
  - Rivolta del reggimento Chernigov (gennaio 1826), ad opera dei repubblicani decabristi dell'Ucraina
- Guerre liberali, dette anche Guerra Michelista o Guerra civile portoghese (1828-1834), dopo la morte di re Giovanni VI del Portogallo
- Le Guerre carliste, in particolar modo la prima. Le ultime Guerre carliste furono più ideologiche nella loro natura (contro il modernismo)
  - Prima guerra carlista (1833-1839), dopo la morte di re Ferdinando VII di Spagna
  - Seconda guerra carlista (1846-1849), una rivolta su piccola scala contro il matrimonio di Isabella II di Spagna con altri rispetto al pretendente carlista Carlo Luigi di Borbone-Spagna
  - Terza guerra carlista (1872-1876), dopo l'incoronazione di Amedeo I di Spagna
  - Guerra civile spagnola (1936-1939), nella quale Carlisti e Borbonisti monarchici cercarono di restaurare la monarchia (abolita nel 1931) in favore della propria dinastia
- Seconda guerra dello Schleswig (1864), in parte a causa della morte di re Federico VII di Danimarca
- Guerra franco-prussiana (1870-1871), direttamente causata dalla crisi di successione spagnola a seguito della Rivoluzione spagnola del 1868

### Nord America
- Guerra di successione Tepanec (1426-1428), dopo la morte di re Tezozómoc di Azcapotzalco; questa portò alla formazione della Triplice alleanza anti-Tepanec, meglio conosciuta come Impero azteco[48]

### Sud America
- Guerra dei due fratelli, o Guerra civile inca (1529-1532), dopo la morte dell'imperatore Huayna Cápac dell'Impero inca

## Guerre di successione fittizie
- The Succession Wars, gioco di guerra dell'universo di BattleTech
- The Successions, guerre civili della monarchia di Andor in The Wheel of Time
- Il libro di George R.R. Martin Cronache del ghiaccio e del fuoco e l'adattamento TV Il Trono di Spade illustra la Guerra dei Cinque Re, basata su cinque concorrenti al medesimo trono dopo la morte di re Robert Baratheon. Un'altra è la guerra di successione di Targaryen, meglio conosciuta come La danza dei draghi.
- Nel mondo fantastico di J. R. R. Tolkien, la Terra di Mezzo, ebbero luogo diverse guerre di successione, come ad esempio:
  - La Guerra di Angmar (T.A. 861-1975), dopo la morte di re Eärendur di Arnor nel T.A. 861 quando il regno venne diviso tra i suoi tre figli, fondando i reami rivali di Arthedain, Cardolan e Rhudaur. La linea di Eärendur si estinse in Cardolan e Rhudaur, re Argeleb I di Arthedain intese riunire Arnor nel T.A. 1349 e venne riconosciuto sovrano a Cardolan, ma quando il re-stregone di Angmar intervenne, annetté Rhudaur, si vendicò di Cardolan ed assediò la capitale di Arthedain, Fornost. Nel T.A. 1973-1975, Arthedain venne infine distrutto; a loro volta le armate degli Uomini di Gondor e degli Elfi di Lindon riuscirono a sconfiggere Angmar nella Battaglia di Fornost ed a scacciarne il sovrano, mentre il regno di Arnor non venne mai più restaurato sino alla Quarta Età.